# Жерноково (Грязовецький район)
Жерно́ково (рос. Жерноково) — присілок у складі Грязовецького району Вологодської області, Росія. Входить до складу Перцевського сільського поселення.
Стара назва — Якушкіно.

## Населення
Населення — 213 осіб (2010; 259 у 2002).
Національний склад (станом на 2002 рік):
- росіяни — 97 %